# Campionati europei a squadre di judo 2018
I Campionati europei a squadre di judo 2018 si sono svolti a Ekaterinburg, in Russia, il 18 luglio 2018

## Risultati
| Evento               | Oro      | Argento     | Bronzo         |
| Gara a squadre mista | Germania | Paesi Bassi | Russia Ucraina |

## Medagliere
| Posiz. | Nazione     | Oro | Argento | Bronzo | Totale |
| ------ | ----------- | --- | ------- | ------ | ------ |
| 1      | Germania    | 1   | 0       | 0      | 1      |
| 2      | Paesi Bassi | 0   | 1       | 0      | 1      |
| 3      | Russia      | 0   | 0       | 1      | 1      |
| 3      | Ucraina     | 0   | 0       | 1      | 1      |
| Totale | Totale      | 1   | 1       | 2      | 4      |